# Shipka Saddle
Der Shipka Saddle (englisch; bulgarisch Шипченска Седловина Schiptschenska Sedlowina) ist ein tief eingeschnittener und vereister Bergsattel auf der Livingston-Insel im Archipel der Südlichen Shetlandinseln. In den Tangra Mountains liegt er zwischen dem Lyaskovets Peak im Westen und dem Levski Peak im Osten. Der Mittelpunkt dieses 250 m langen und über 1000 m hohen Gebirgspasses liegt 3,45 km südsüdöstlich des Kuzman Knoll. Er ist Teil der Wasserscheide zwischen dem nach Norden abfließenden Huron-Gletschers und dem Macy-Gletschers mit südlicher Fließrichtung.
Die bulgarische Kommission für Antarktische Geographische Namen benannte ihn 1997 nach dem Schipkapass in Bulgarien.